# Unterpleichfeld
Unterpleichfeld è un comune tedesco di 2 763 abitanti, situato nel land della Baviera.